# 石佐中
石佐中，蒙古帝国将领，兴中府永德县（今辽宁省朝阳市东南柏山上）人。石天应弟弟石天禹的儿子。
河中战役中，石天应战死，石佐中等待金军少懈，倒抽其斧，突城而出，至木华黎行营。向木华黎求得蒙古援军数千，率领回去与金兵交战，取胜。木华黎嘉赏其勇，上奏成吉思汗授石佐中金符，行元帅；后来将官各就本城，授兴中府千户。其子石安琬袭职。

## 传記資料
- 《元史》卷一百四十九 列传第三十六
- 《新元史》卷一百四十六 列传第四十三